# Zeiss Photography Award
Le Zeiss Photography Award est une récompense de photographie attribuée depuis 2016 par la célèbre firme allemande d'optique Zeiss, à l'issue d'un concours international organisé en collaboration avec la World Photography Organisation.  
Les photographes sont invités à envoyer une sélection de trois à dix images répondant à un thème général défini sous le titre « Seeing Beyond » (Voir au-delà) ainsi qu'à un thème particulier choisi chaque année. Le thème particulier proposé pour la première édition, en 2016, était les « lieux significatifs » (Meaningful Places). 
Pour la seconde édition, en 2017, plus de 31 000 images furent soumises au jury par 4 677 photographes de 132 pays. 
Le lauréat reçoit une dotation de 12 000 € en matériel Zeiss, ainsi qu'une bourse de 3 000 € pour lui permettre de réaliser un nouveau projet photographique et ses photographies sont exposées à la Somerset House, à Londres.

## Lauréats
- 2016 : Tamina-Florentine Zuch ( Allemagne), pour une série Voyage en train en Inde [1]
- 2017 : Kevin Faingnaert ( Belgique) pour Føroyar, une série sur des villages peu peuplés des Îles Féroé [2],[3]
- 2018 : Nick Hannes ( Belgique) pour la série Garden of Delight, une série d'images prise à Dubai, dans laquelle le photographe explore la société dubaïote à travers le prisme de la mondialisation.
- 2019 : Rory Doyle pour la série Delta Hill Riders
- 2020 : KyeongJun Yang pour la série Metamorphosis